# Kabviukvik Island
Kabviukvik Island är en ö i Kanada.   Den ligger i territoriet Nunavut, i den centrala delen av landet, 3 300 km nordväst om huvudstaden Ottawa. Arean är 0,16 kvadratkilometer.  Ön ligger i arkipelagen Duke of York Archipelago i viken Coronation Gulf.
Terrängen på Kabviukvik Island är mycket platt. Öns högsta punkt är 31 meter över havet. Den sträcker sig 0,6 kilometer i nord-sydlig riktning, och 0,6 kilometer i öst-västlig riktning.